# Jacques de Ligne
Jacques de Ligne (en néerl. : Jacob van Ligne) (vers 1503 - 1552) était un homme d'État de la Maison de Ligne au service de l'empereur Charles Quint.

## Biographie
Jacques est le fils unique d'Antoine de Ligne, dit le Grand Diable.
Baron de Beloeil et de Wassenaer, seigneur de Stambruges, de Montroeil, de Thulin, Jacques est élevée au rang de comte de Ligne en 1543. En 1544, la seigneurie de Ligne fut agrandie avec Belœil. Jacques est devenu chevalier de l'Ordre de la Toison d'or en 1546.
Il se voit notamment confier une ambassade auprès du pape Clément VII.
Il est inhumé au château de Belœil.

## Mariage et descendance
Jacob s'est marié en 1527 à La Haye avec Maria van Wassenaer (†1544), fille de Jean de Wassenaer, et héritière de la seigneurie de Wassenaar et de la charge de vicomtesse de Leyde. Le couple habitait au numéro 20, Kneuterdijk.
Cette union a donné les enfants suivants :
- Jean (†1535)
- Philippe de Ligne (nl)
- Louis, décédé prématurément
- Hélène (†1549)
- Georges (†1549), comte de Fauquemberghes

Jacob mourut d'une pleurésie en 1552, peu de temps après son second mariage avec Johanna van Halewijn. 